# Cerviniella hamata
Cerviniella hamata är en kräftdjursart som beskrevs av Coull 1973. Cerviniella hamata ingår i släktet Cerviniella och familjen Cerviniidae. Inga underarter finns listade i Catalogue of Life.